# اهلدن (سامتگمینده)
اهلدن (سامتگمینده) (به آلمانی: Ahlden (Samtgemeinde)) یک منطقهٔ مسکونی در آلمان است که در نیدرزاکسن واقع شده‌است.

## خصوصیات
اهلدن ۸۴٫۷۹ کیلومترمربع مساحت دارد ۲۵ متر بالاتر از سطح دریا واقع شده‌است.